# São Vicente e Granadinas nos Jogos Pan-Americanos de 2019
São Vicente e Granadinas competiu nos Jogos Pan-Americanos de 2019 em Lima de 26 de julho a 11 de agosto de 2019.
A equipe completa de quatro atletas (três homens e uma mulher) competindo em três esportes (atletismo, ciclismo e natação) foi nomeada em 2 de julho de 2019. Durante a  cerimônia de abertura dos jogos, o ciclista Zefal Bailey foi o porta-bandeira do país na parada das nações.

## Competidores
Abaixo está a lista de competidores (por gênero) participando dos jogos por esporte/disciplina.
| Esporte                   | Homens | Mulheres | Total |
| ------------------------- | ------ | -------- | ----- |
| Atletismo (pista e campo) | 1      | 0        | 1     |
| Ciclismo                  | 1      | 0        | 1     |
| Natação                   | 1      | 1        | 2     |
| Total                     | 3      | 1        | 4     |

## Atletismo
Chave
- Nota– Posições nos eventos de pista são para a fase inteira

Masculino
Eventos de pista
| Atleta                   | Evento | Semifinais | Semifinais | Final       | Final       |
| Atleta                   | Evento | Resultado  | Posição    | Resultado   | Posição     |
| ------------------------ | ------ | ---------- | ---------- | ----------- | ----------- |
| Brandon Valentine-Parris | 200 m  | 21.47      | 13º        | Não avançou | Não avançou |
| Brandon Valentine-Parris | 400 m  | 48.14      | 16º        | Não avançou | Não avançou |

## Ciclismo
São Vicente e Granadinas recebeu uma vaga masculina realocada no Ciclismo de estrada.

### Estrada
Masculino
| Atleta       | Evento             | Final        | Final        |
| Atleta       | Evento             | Tempo        | Posição      |
| ------------ | ------------------ | ------------ | ------------ |
| Zefal Bailey | Corrida em estrada | Não terminou | Não terminou |

## Natação
São Vicente e Granadinas recebeu duas vagas de universalidade para inscrever um homem e uma mulher.
Key
- Nota – Posições são dadas para a fase completa

| Atleta         | Evento                | Eliminatórias | Eliminatórias | Final       | Final       |
| Atleta         | Evento                | Tempo         | Pos.          | Tempo       | Pos.        |
| -------------- | --------------------- | ------------- | ------------- | ----------- | ----------- |
| Cruz Halbich   | 50 m livre masculino  | 25.72         | 32º           | Não avançou | Não avançou |
| Cruz Halbich   | 100 m livre masculino | 57.61         | 29º           | Não avançou | Não avançou |
| Cruz Halbich   | 200 m livre masculino | 2:10.04       | 22º           | Não avançou | Não avançou |
| Mya De Freitas | 50 m livre feminino   | 29.57         | 29ª           | Não avançou | Não avançou |
| Mya De Freitas | 100 m livre feminino  | 1:03.49       | 26ª           | Não avançou | Não avançou |
| Mya De Freitas | 200 m livre feminino  | 2:19.99       | 25ª           | Não avançou | Não avançou |